# Igor Ustinov

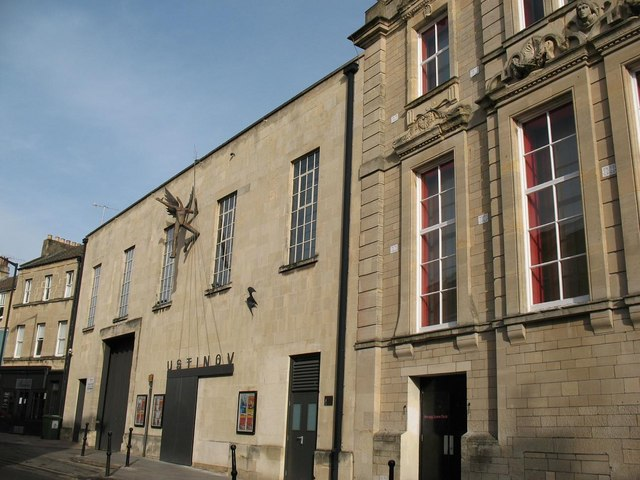
Fachada del Estudio Ustinov, dependiente del Teatro Real de Bath, con la escultura "hopefully" de Igor Ustinov -

Igor Ustinov, nacido el 30 de abril de 1956 en Londres, es un escultor, biólogo y cantante franco-suizo.

## Datos biográficos
Igor Ustinov es hijo de Peter Ustinov (1921 - 2004) y su segunda esposa, Suzanne Cloutier (1927 - 2003). Debido a los muchos movimientos causados por la vida artística de su padre, asistió a diferentes escuelas en diferentes países. Estudió arte en la Escuela de Bellas Artes en París, una licenciatura en biología en 1979 con el O MP en la Universidad de París VII y estudió canto en el Conservatorio de París. Su obra artística está centrada en el campo de la escultura. Es miembro de la Junta de Síndicos de la Fundación Peter Ustinov.

## Selección de obras
Es el autor de la estatuilla que se entrega en el Premio Benois de la Danse patrocinado por la UNESCO. Igor es sobrino nieto de Alexandre Benois que da nombre a los Premios.

## Exposiciones individuales
- 1981: Arts Expo - Nueva York
- 1981: Fondation Paul Ricard - París
- 1982: Centre culturel Gralin - Nantes
- 1982: Galería Sonia Zannettacci - Ginebra
- 1983: Museo de Bellas Artes - Nancy
- 1984: Galería Steinrother - Münster
- 1984: Kunsthalle Darmstadt- Darmstadt
- 1985: Galería Étienne de Causans - París
- 1985: Société Industrielle - Mulhouse
- 1986: Galería Etienne de Causans - París
- 1987: Galería Steinrother - Munster
- 1988: Galería - París
- 1989: Ayuntamiento del Distrito 3 - París
- 1990: Museo Leython House - Londres
- 1993: Museo Manoir de Cologny - Ginebra
- 1994: Galería Alternative - Montreux
- 1995/1996: Galería Félix Vercel - París
- 1997: Galería Beaux-Arts - Bath
- 1997: Museo Maë d'Agua[5] - Lisboa

- 1997: Christian Zeller Fine Art Gallery - Berna
- 1997: Galería de Arte Franck Pagès - Baden-Baden
- 1998: Art international -St Moritz
- 1999: Galería Adler-Piaget- Gstaad
- 1999: Galería Chalet Muri - Berna
- 1999: Galería Bodenschatz -Basilea
- 1999: UBS "Art Banking" - Londres
- 2000: Sparda Bank - Stuttgart

En el año 2000 presentó en Palma de Mallorca la exposición titulada Visible Invisible. Organizada en el Museo "Casal Solleric" que se ubica en el Paseo del Borne de Palma. Financiado por el ayuntamiento de Palma se editó un catálogo de la exposición.
- 2001: Galería Bodenshatz - Basilea
- 2001: Galería Debelyme - París
- 2002: Espace Marionnaud - París
- 2002: Galería Conrad - Fráncfort del Meno
- 2003: Galería Grace Li – Zúrich
- 2008: Filmmuseum Düsseldorf[8]
- 2009: Galería Steinrötter, Münster[9]